# Департамент шерифа міста Нью-Йорк

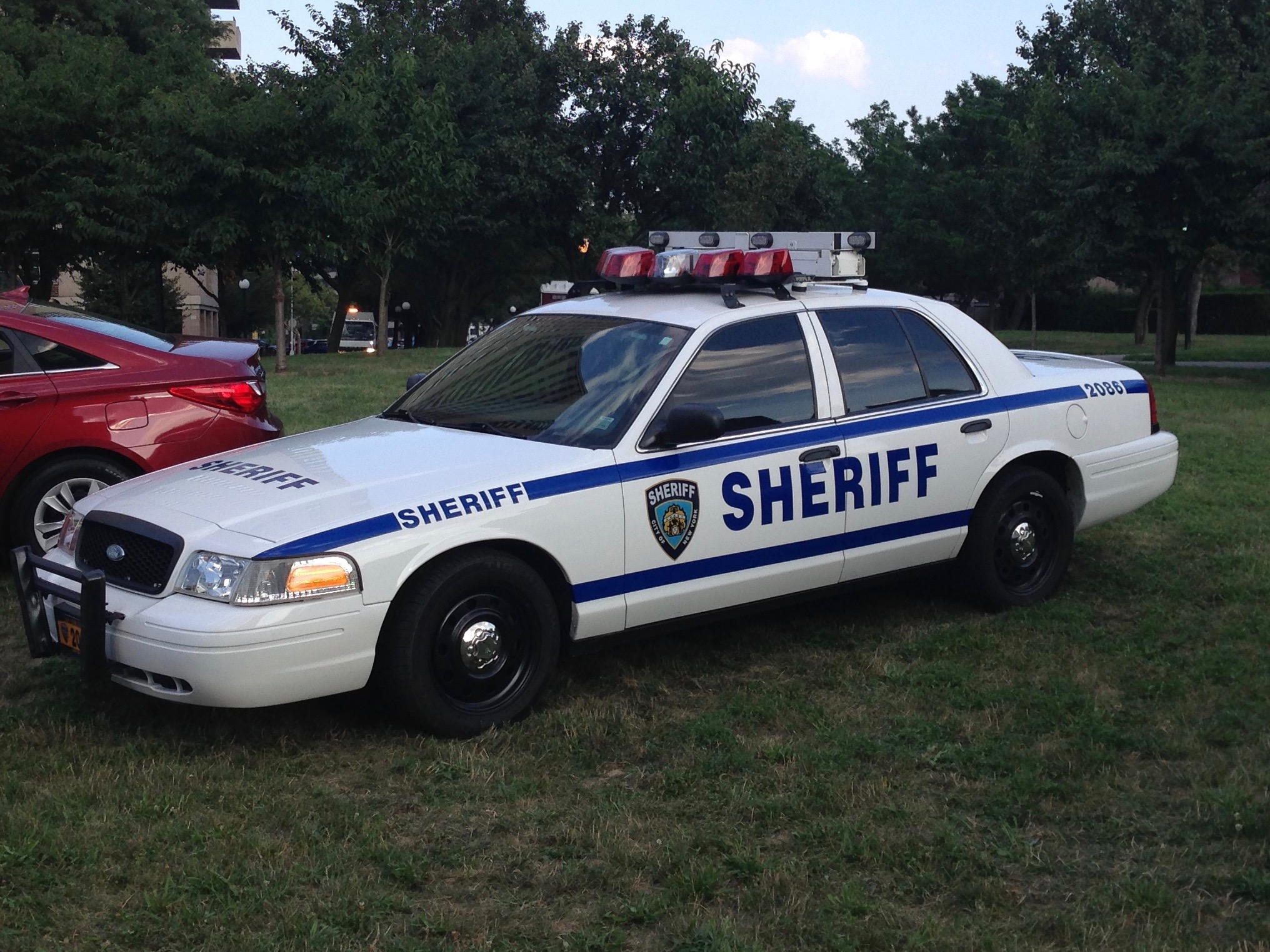
Автомобіль департаменту шерифа.

Департамент шерифа міста Нью-Йорк — правоохоронний орган міста Нью-Йорк, який є частиною Департаменту фінансів міста Нью-Йорк. Головою департаменту є шериф, який на відміну від багатьох інших шерифів не вибирається на посаду, а призначається мером. Основними обов'язками департаменту шерифа є збір аліментів та транспортування ув'язнених.

## Історія
Перший шериф в Нью-Йорку з'явився в 1626 році. Шериф був головним правоохоронним органом до 1898 року, коли Департамент поліції Нью-Йорка взяв на себе обов'язки розслідувань. 1 січня 1942 року шериф був реорганізований в Департамент шерифа міста Нью-Йорк, в який об'єднались всі п'ять окружних шерифа міста. Тоді ж була змінена система призначення шерифа, а також повноваження щодо охорони тюрем були передані новоствореному Департаменту виконання покарань міста Нью-Йорк.

## Звання
| Назва                          | Знак | Колір форми |
| ------------------------------ | ---- | ----------- |
| Шериф                          |      | Білий       |
| Помічник шерифа                |      | Білий       |
| Голова персоналу               |      | Білий       |
| Підшериф                       |      | Білий       |
| Представник шерифа — Лейтенант |      | Білий       |
| Представник шерифа — Сержант   |      | Темно-синій |
| Представник шерифа             |      | Темно-синій |

## Діяльність
Усі правоохоронні обов'язки виконуються представниками шерифа від його імені. Через велику різноманітність обов'язків представники шерифа проходять навчання в багатьох областях права. Представника шерифа завжди вважали «майстром на всі руки» в правоохоронній діяльності. Представники шерифа зокрема виконують обов'язки наглядового офіцера, судового виконавця, детектива, адвоката та аукціоніста. Через велику кількість обов'язків вимоги до представників шерифа є досить жорсткими. щоб поступити на службу кандидат повинен пропрацювати та цивільній службі, здати вступні екзамени та мати відповідну освіту.

## Підрозділи
- Офіси шерифа. Шериф має офіс в кожному бюро Нью-Йорка. Представники шерифа прикріплені до цих офісів мають різні обов'язки, такі як виконання арештів, виконання ордерів, виселення та інше. Також вони займаються особами, які не сплачують міські податки, порушують екологічні чи пожежні норми.
- Команда виконання ордерів. Займається викликами до сімейного суду, арештами і супроводженнями у в'язницю чи іншу установу за рішенням сімейного суду, а також можуть бути залучені до допомоги іншим судовим органам.
- Команда пошуку порушників. Виявляє транспортні засоби з неоплаченою парковкою чи іншими порушеннями та можуть конфіскувати транспортний засіб якщо потрібно.
- Команда супроводу психічно хворих (Команда Кендри). Виконує «Закон Кендри», названий на честь Кендри Вебдейл, яку в 1999 психічно нездорова людина штовхнула на рейки метро. Цей закон передбачає процедуру ізоляції пацієнта в лікарні для обстеження та нагляду за рішенням суду.
- Команда підтримки. Представники шерифа з цієї команди гарно натреновані в передових тактиках, комунікаціях, техніці та спостереженні. Використовуючи спеціалізоване обладнання та транспортні засоби, вони надають допомогу іншим підрозділам.
- Податкова команда. До 2011 року була окремою організацією Департаменту фінансів міста Нью-Йорк. Проводить перевірку дотримання податкових правил міста. Складається з детективів, аудиторів та іншого спеціалізованого персоналу.

## Форма та обладнання
Представники шерифа носять темно-сині сорочки, темно-сині штани та капелюхи. Вони озброєні пістолетами Glock 19, перцевими аерозолями, кийками та наручниками.
Найпоширенішими автомобілями є Ford Crown Victoria та Nissan Altima. Вони білого кольору з синіми смугами (на старих машинах з червоними). Також використовуються автомобілі без розпізнавальних знаків.

## Загиблі офіцери
Із моменту заснування офісів шерифа в п'яти боро Нью-Йорку семеро представників шерифа загинули при виконанні службових обов'язків:
| Ім'я               | Департамент                        | Дата смерті     | Причина смерті        |
| ------------------ | ---------------------------------- | --------------- | --------------------- |
| Ісаак Сміт         | Bronx County Sheriff's Office      | 17 травня 1792  | Вогнепальні поранення |
| Генрі Вендельшторф | Queens County Sheriff's Department | 25 червня 1897  | Напад                 |
| Пол Штайєр         | Queens County Sheriff's Department | 13 жовтня 1916  | Вогнепальні поранення |
| Морріс Бродерсон   | Bronx County Sheriff's Office      | 19 липня 1928   | Вогнепальні поранення |
| Деніел Хорган      | Bronx County Sheriff's Office      | 19 липня 1928   | Вогнепальні поранення |
| Джон Міллер        | Queens County Sheriff's Department | 30 березня 1939 | Автомобільна аварія   |
| Фред Д'Амур        | Queens County Sheriff's Department | 30 березня 1939 | Автомобільна аварія   |